# Den osmannisk-persiske krig (1730-1735)
Den osmannisk-persiske krig var en konflikt mellem Safavideriget og Det Osmanniske Rige fra 1730 til 1735.
Krigen havde sin baggrund i Safavide-dynastiets problemer i 1720'erne, hvor Persien blev invaderet af den afghanske ghilzai-stammer, der blev støttet af Det Osmanniske Rige mod, at osmannerne blev tildelt en række områder i det vestlige Safaviderige (Persien). På trods af støtten fra osmannerne kunne afghanerne ikke fastholde magten i Persien, og Safaviderne genoprettede magten i riget. Safavidernes hærfører Nader gav herefter osmannerne et ultimatum om at forlade de områder, som afghanerne havde foræret dem, men osmannerne ignorerede kravet. Perserne angreb herefter osmannerne ved en række felttog og slag der fandt sted over en årrække. Perserne vandt det afgørende slag ved Yeghevārd, hvorefter osmannerne ønskede en fredsaftale og accepterede at tilbagegive de persiske områder, hvorefter Persien fik kontrol med hele Kaukasus.
Naders felttog blev gennemført med succes og han opnåede stor anerkendelse i Persien. Han benyttede den vundne prestige til at vælte Safavide-dynastiet og i stedet grundlægge sit eget dynasti Afshariddynastiet.
Nader Shah drog efter krigen mod osmannerne til Kandahar, hvor han en gang for alle besejrede ghilzai-stammens Hotaki-dynasti forinden han invaderede det nordlige Indien.